# Sekalampi
Sekalampi är en sjö i kommunen Jorois i landskapet Södra Savolax i Finland. Arean är 34 hektar och strandlinjen är 2,75 kilometer lång. Sjön  ingår i Vuoksens huvudavrinningsområde.   Den ligger omkring 58 kilometer nordöst om S:t Michel och omkring 270 kilometer nordöst om Helsingfors. 
Sekalampi ligger sydöst om sjön Paro. 